# سمر ماكنتوش
سمر ماكنتوش (مواليد 18 أغسطس 2006) هي سباحة كندية، حصلت على الميدالية الذهبية في سباق 200 متر فراشة و400 متر متنوع في بطولة العالم للألعاب المائية 2022.وحصدت الميدالية الذهبية في سباق 400 متر سباحة فردي متنوّع للسيدات، بأولمبياد باريس 2024.وحصدت ميداليتها الذهبية الثانية في أولمبياد باريس بعد الفوز في نهائي سباق 200م فراشة للسيدات.وأحرزت الميدالية الذهبية الثالثة لها بفوزها بسباق 200 متر متنوع لفردي السيدات بأولمبياد باريس 2024 مسجلة زمن قياسي بلغ دقيقتين و06.56 ثانية لتكسر الرقم الأولمبي المُسجل في دورة ألعاب ريو دي جانيرو بالبرازيل عام 2016.